# Grand Prix Francji 1971
Grand Prix Francji 1971 (oryg. Grand Prix de France) – 5. runda Mistrzostw Świata Formuły 1 w sezonie 1971, która odbyła się 4 lipca 1971, po raz 1. na torze Circuit Paul Ricard.
57. Grand Prix Francji, 21. zaliczane do Mistrzostw Świata Formuły 1.

## Klasyfikacja
| Legenda oznaczeń w tabelach wyników Wyświetl szablon na nowej stronie | Legenda oznaczeń w tabelach wyników Wyświetl szablon na nowej stronie                                                                     |
| Oznaczenie                                                            | Wyjaśnienie |
| --------------------------------------------------------------------- | --- |
| Złoty                                                                 | Zwycięzca lub mistrzostwo |
| Srebrny                                                               | 2. miejsce lub wicemistrzostwo |
| Brązowy                                                               | 3. miejsce lub II wicemistrzostwo |
| Zielony                                                               | Ukończył, punktował (w klasyfikacji generalnej, gdy zdobył co najmniej jeden punkt na przestrzeni sezonu, poza trzema powyższymi opcjami) |
| Niebieski                                                             | Ukończył, nie punktował (w klasyfikacji generalnej, gdy nie zdobył co najmniej jednego punktu na przestrzeni sezonu)                      |
| Czerwony                                                              | Nie zakwalifikował się (NZ) |
| Czerwony                                                              | Nie prekwalifikował się (NPK) |
| Różowy                                                                | Nie ukończył (NU) |
| Różowy                                                                | Niesklasyfikowany (NS) (w klasyfikacji generalnej, gdy nie został sklasyfikowany w żadnym wyścigu sezonu)                                 |
| Czarny                                                                | Zdyskwalifikowany (DK) |
| Czarny                                                                | Wykluczony (WYK/EX) |
| Biały                                                                 | Nie wystartował (NW) |
| Biały                                                                 | Kontuzjowany (K/INJ) |
| Biały                                                                 | Wyścig odwołany (OD/C) |
| Bez koloru                                                            | Został wycofany (WYC/WD) |
| Bez koloru                                                            | Nie przybył (NP/DNA) |
| Bez koloru                                                            | Nie brał udziału w treningach (NT/DNP) |
| Bez koloru                                                            | Nie został zgłoszony (–) |
| Pogrubienie                                                           | Start z pole position |
| Kursywa                                                               | Najszybsze okrążenie wyścigu |
| †                                                                     | Nie ukończył, ale jego rezultat został zaliczony ze względu na przejechanie więcej niż 90% dystansu wyścigu.                              |
| *                                                                     | Sezon w trakcie |
| 1/2/3                                                                 | Punktowana pozycja w sprincie kwalifikacyjnym                                                                                             |
| Lista systemów punktacji Formuły 1                                    | |

Źródło: F1Ultra
| Poz. | Nr. | Kierowca             | Konstruktor      | Okrążenia | Czas/powód NU      | Poz. start. | Punkty |
| ---- | --- | -------------------- | ---------------- | --------- | ------------------ | ----------- | ------ |
| 1    | 11  | Jackie Stewart       | Tyrrell-Ford     | 55        | 1:46:42.3          | 1           | 9      |
| 2    | 12  | François Cevert      | Tyrrell-Ford     | 55        | 28.12              | 7           | 6      |
| 3    | 1   | Emerson Fittipaldi   | Lotus-Ford       | 55        | 34.07              | 17          | 4      |
| 4    | 14  | Jo Siffert           | BRM              | 55        | 37.17              | 6           | 3      |
| 5    | 20  | Chris Amon           | Matra            | 55        | 41.08              | 9           | 2      |
| 6    | 2   | Reine Wisell         | Lotus-Ford       | 55        | + 1:16.02          | 15          | 1      |
| 7    | 21  | Jean-Pierre Beltoise | Matra            | 55        | + 1:16.93          | 8           |        |
| 8    | 22  | John Surtees         | Surtees-Ford     | 55        | + 1:24.91          | 13          |        |
| 9    | 10  | Peter Gethin         | McLaren-Ford     | 54        | + 1 okrążenie      | 19          |        |
| 10   | 16  | Howden Ganley        | BRM              | 54        | + 1 okrążenie      | 16          |        |
| 11   | 24  | Rolf Stommelen       | Surtees-Ford     | 53        | + 2 okrążenia      | 10          |        |
| 12   | 8   | Tim Schenken         | Brabham-Ford     | 50        | Ciśnienie oleju    | 14          |        |
| 13   | 34  | François Mazet       | March-Ford       | 50        | + 5 okrążeń        | 23          |        |
| NS   | 28  | Max Jean             | March-Ford       | 46        | Nie sklasyfikowany | 22          |        |
| NS   | 27  | Henri Pescarolo      | March-Ford       | 45        | Skrz. biegów       | 18          |        |
| NU   | 7   | Graham Hill          | Brabham-Ford     | 34        | Olej               | 4           |        |
| NU   | 19  | Andrea de Adamich    | March-Alfa Romeo | 31        | Silnik             | 20          |        |
| NU   | 15  | Pedro Rodríguez      | BRM              | 27        | Zapłon             | 5           |        |
| NU   | 5   | Clay Regazzoni       | Ferrari          | 20        | Wypadek            | 2           |        |
| NU   | 17  | Ronnie Peterson      | March-Alfa Romeo | 19        | Silnik             | 12          |        |
| NU   | 9   | Denny Hulme          | McLaren-Ford     | 16        | Zapłon             | 11          |        |
| NU   | 4   | Jacky Ickx           | Ferrari          | 4         | Silnik             | 3           |        |
| NU   | 18  | Alex Soler-Roig      | March-Ford       | 4         | Pompa paliwa       | 21          |        |